# Heligsjön (Vilhelmina socken, Lappland)
Heligsjön är en sjö i Vilhelmina kommun i Lappland och ingår i Ångermanälvens huvudavrinningsområde. Sjön har en area på 0,238 kvadratkilometer och ligger 625,1 meter över havet.

## Delavrinningsområde
Heligsjön ingår i det delavrinningsområde (720135-152416) som SMHI kallar för Inloppet i Storselet. Medelhöjden är 577 meter över havet och ytan är 23,14 kvadratkilometer. Räknas de 7 avrinningsområdena uppströms in blir den ackumulerade arean 100,08 kvadratkilometer. Nästansjöån som avvattnar avrinningsområdet har biflödesordning 2, vilket innebär att vattnet flödar genom totalt 2 vattendrag innan det når havet efter 312 kilometer. Avrinningsområdet består mestadels av skog (84 procent) och sankmarker (12 procent). Avrinningsområdet har 0,24 kvadratkilometer vattenytor vilket ger det en sjöprocent på 1 procent.